# Alexis II de Moscou
Pour les articles homonymes, voir Alexis II.
Alexis II (russe : Патриарх Московский и всея Руси Алексий II), né Alexeï Mikhaïlovitch Ridiger à Tallinn en Estonie le 23 février 1929 et mort le 5 décembre 2008 dans sa résidence de Peredelkino, près de Moscou, en Russie, est le 15e patriarche de Moscou et de toutes les Russies (1990 - 2008).
Son nom de Ridiger est issu d'une ancienne famille de la noblesse germano-balte (Rüdiger), ayant embrassé l'orthodoxie au XVIIIe siècle.
Il a entretenu une relation difficile avec Jean-Paul II au sujet de l'Église grecque-catholique ukrainienne. Il a manqué la rencontre avec Benoît XVI, ce qui aurait été une première œcuménique,.
Le 2 octobre 2007, il s'est rendu en France alors qu'aucun patriarche orthodoxe russe ne s'était rendu dans un pays de tradition catholique depuis que la hiérarchie orientale avait rompu avec Rome en 1054.

## Origines familiales
Alexeï Mikhaïlovitch Ridiger est né à Tallinn, en Estonie. Son père, Mikhaïl von Ridiger (1902-1962), né à Saint-Pétersbourg était un descendant d'une famille de la noblesse germano-balte de Courlande dont un ancêtre le capitaine Heinrich Nicolaus (Nils) Rüdiger, commandant de la forteresse de Dünamünde (rebaptisée aujourd'hui Daugavgrīva) en Livonie suédoise avait été anobli par Charles XI de Suède en 1695. Après que l'Estonie suédoise et la Livonie suédoise furent incorporées à l'Empire russe au lendemain de la grande guerre du Nord au début du XVIIIe siècle, un autre ancêtre d'Alexis II, le baron Friedrich Wilhelm von Rüdiger (1780-1840) se convertit à la religion orthodoxe sous le règne de Catherine II de Russie. De son mariage avec Daria Fiodorovna Yerjemskaïa naquit le futur arrière-grand-père du patriarche, Yegor (Georges) von Rüdiger (1811-1848).
Après la révolution d'Octobre russe en 1917, Alexandre et Aglaë von Ridiger (née von Baltz), les parents de Mikhaïl von Ridiger, se sont exilés avec leur famille en Estonie. Mikhaïl von Ridiger s'est installé à Haapsalu où un logement lui a été fourni par le prêtre Ralph von zur Mühlen. Plus tard, le père du patriarche a déménagé à Tallinn, la capitale de l'Estonie, où il a rencontré et épousé en 1926 la mère d'Alexis II, Hélène Yossifovna Pissareva (1902-1959) qui est née et morte à Tallinn, en Estonie.
Le père d'Alexis Ridiger, après avoir été diplômé de théologie de l'université de Tallinn en 1940, est devenu diacre, puis prêtre et recteur de l’église de la Nativité-de-la-Mère-de-Dieu, à Tallinn, plus tard il sera membre et président du conseil diocésain de l'Estonie.

## Jeunesse

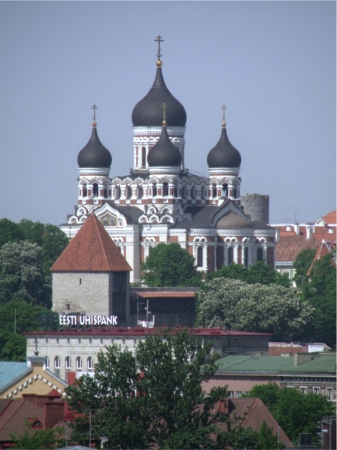
Vue de la cathédrale orthodoxe de Tallinn.

Dès sa petite enfance, Alexis Ridiger a servi dans l'Église orthodoxe sous la direction de son père spirituel, l'archiprêtre Ioann Bogoyavlensky, mentor russophile ami de ses parents.
Alexis Ridiger fait ses études secondaires à Tallinn, en Estonie. En 1944, l'Estonie est occupée par l'armée soviétique et intégrée à l'URSS. Bien que son père ait été déporté en Sibérie, Alexis est proche des ecclésiastiques qui liquident l'Église orthodoxe autonome d'Estonie par l'oukase patriarcal de dissolution en date du 9 mars 1945 ; cette Église était placée depuis 1923 sous la juridiction du patriarcat de Constantinople.
Entre mai 1945 et octobre 1946, Alexis Ridiger est servant d'autel à la cathédrale Saint-Alexandre-Nevsky de Tallinn, puis à partir de 1946, lecteur de psaume à l'église Saint-Siméon et à partir de 1947 à l'église de l'Icône-de-Kazan-de-la-Mère-de-Dieu de Tallinn.

## Début de carrière
Il entre au séminaire de Leningrad en 1947 et obtient son diplôme en 1949. Il suit ensuite les cours de l'Académie théologique de Leningrad (aujourd'hui le séminaire de Saint-Pétersbourg) et obtient son diplôme en 1953,.
Le 15 avril 1950, il est ordonné diacre par le métropolite Grégoire (Tchoukov) de Léningrad et le 17 avril 1950, il est ordonné prêtre et nommé recteur de l'église de l'Épiphanie dans la ville de Jõhvi, dans le diocèse de Tallinn en Estonie. Le 15 juillet 1957, il est nommé recteur de la cathédrale de la Dormition (Assomption) à Tallinn et doyen de la faculté du district de Tartu. Commence alors sa rapide ascension au sein de l'Église orthodoxe de l'URSS, totalement contrôlée par le pouvoir soviétique. Oubliant les purges, déportations et persécutions staliniennes, Alexis II décide, sans doute vers 1958, de collaborer avec le KGB, car la police politique a besoin de correspondants pour la renseigner sur l’Église orthodoxe. Il est élevé au rang d'archiprêtre le 17 août 1958 et le 30 mars 1959, il est nommé doyen des décanats unis de Tartu-Viljandi dans le diocèse de Tallinn.
La religion orthodoxe autorise le mariage avant l'ordination, mais le code de droit canon orthodoxe interdit formellement à un prêtre marié d'accéder à l'épiscopat ; le divorce est également interdit aux clercs ; pour Alexis Ridiger, la parade est trouvée sous la forme d'une séparation ecclésiastique de son couple avec l'accord de son épouse ; il est alors officiellement consacré moine le 3 mars 1961 dans la cathédrale de la Laure de la Trinité-Saint-Serge et peu après, sacré évêque de Tallinn le 14 août 1961. Il n'a que trente-deux ans. Sa proximité avec le Parti communiste de l'Union soviétique est patente : lui-même reconnaît que l'aval de ce Parti est indispensable à toute promotion dans la hiérarchie ecclésiastique du patriarcat de Russie.
Le 23 juin 1964, il est élevé au rang d'archevêque et en décembre, cumule sa charge avec celle d'Intendant du patriarcat de Moscou et de Secrétaire exécutif du Saint-Synode ; le 25 février 1968, à l'âge de 39 ans, il est promu métropolite de Tallinn, et en 1970, métropolite de Leningrad et Novgorod.
Il conserve l'administration de son diocèse comme locum tenens jusqu'à son élection au siège patriarcal, en juin 1990. Après la mort du patriarche Pimène Ier en 1990, Alexis a été choisi pour devenir le nouveau patriarche de l'Église orthodoxe russe. À partir de 1985, Alexis II, par amitié pour Mikhaïl Gorbatchev, milite au Fonds de charité et de santé, puis est élu député au Congrès du Peuple de l'URSS en 1988 et soutient la politique de la perestroïka. En retour, Gorbatchev lui confère le Certificat d’honneur pour mérites spéciaux dans le travail opérationnel, la plus haute distinction attribuée à un dignitaire religieux. Il a été choisi comme patriarche sur la base de son expérience administrative, et a été considéré comme « intelligent, énergique, travailleur, systématique, perspicace, et pratique ». Il avait également « une réputation de conciliateur, une personne qui pourrait trouver un terrain d'entente entre divers groupes dans l'épiscopat ». L'archevêque Chrysostome (Martychkine) fit observer : « Avec son tempérament pacifique et sa tendance à la tolérance, le patriarche Alexis sera en mesure de nous unir tous ». Cependant, un autre archevêque orthodoxe le décrit comme « un défenseur zélé du système soviétique, qui, sous couvert de propagande pacifiste, s'épanouit dans des missions internationales, durant lesquelles il préfère traiter globalement de la liberté religieuse au nom de l'Union soviétique plutôt que de vivre la caricature de cette liberté en Union soviétique. »

## Patriarche de Moscou
Le patriarche Alexis II a été « le premier patriarche de l'histoire soviétique à avoir été choisi sans la pression du gouvernement ; les candidats ont été désignés par proposition orale et l'élection a eu lieu au scrutin secret ».
Dès son entrée en fonction, le patriarche Alexis est devenu un ardent défenseur des droits de l'Église, interpelant le gouvernement soviétique afin de permettre l'enseignement religieux dans les écoles et de faire voter une loi sur la « liberté de conscience ». Au cours de la tentative de coup d'État d'août 1991, il a dénoncé l'arrestation de Mikhaïl Gorbatchev et lancé l'anathème contre les auteurs du coup d'État. Il a publiquement remis en question la légitimité de la junte, appelé les militaires à la retenue et a exigé que Gorbatchev soit autorisé à s'adresser à la population. Il a lancé un deuxième appel contre la violence et la guerre fratricide, qui a été, grâce à des haut-parleurs, entendu par les troupes à l'extérieur de la Maison blanche de Russie, le parlement russe, une demi-heure avant l'attaque. En fin de compte, le coup d'État a échoué et la situation a finalement abouti à l'éclatement de l'Union soviétique.
Sous sa direction, des victimes de la répression religieuse du régime soviétique ont été glorifiées (l'équivalent de la canonisation catholique), à commencer par la grande-duchesse Élisabeth, le métropolite Vladimir de Kiev, et le métropolite Benjamin de Pétrograd en 1992. En 2000, ce fut au tour du Tsar Nicolas II et de sa famille, ainsi que de nombreuses autres victimes d'être canonisées. De nouveaux noms continuent d'être ajoutés à la liste des Martyrs, après étude de chaque cas auprès de la Commission synodale de Canonisation.
Le patriarche Alexis a également publié des déclarations condamnant l'antisémitisme.
Il a été en 2005, le premier lauréat du prix d'État de la fédération de Russie pour son travail humanitaire.
Le 27 avril 2007, certains médias russes ont fait part d'un état grave et même de la mort du patriarche, ; l'on a démontré plus tard qu'il s'agissait bien d'un canular. Le patriarche Alexis a déclaré alors que la motivation de ces rumeurs avait été de faire échouer la réconciliation à venir entre l'Église Orthodoxe russe fidèle au patriarcat de Moscou et l'Église orthodoxe russe hors Russie. « Comme vous pouvez le voir, je suis en bonne santé, je suis actif, je suis vivant », aurait-il déclaré. Malgré son âge, il semblait en bonne santé et il continuait à mener une vie pastorale active. On le voyait fréquemment à la télévision russe, célébrant des offices et rencontrant divers représentants du gouvernement.

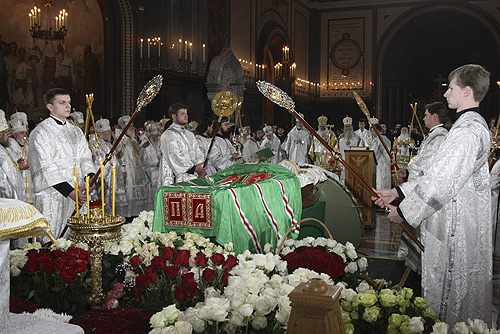
Funérailles du patriarche Alexis II

En octobre 2007, il a prononcé un discours devant l'Assemblée parlementaire du Conseil de l'Europe à l'occasion de sa visite en France. Lors de son séjour à Paris, le patriarche, sur invitation de l'archevêque de Paris, s'est rendu à la cathédrale Notre-Dame pour y prier, au cours d’une célébration solennelle, devant les reliques de la Passion.
Il est décédé à son domicile de Peredelkino, le 5 décembre 2008, et est enterré à la cathédrale de la Théophanie.
Une commission médicale chargé d'établir les causes de son décès s’est réunie. Toutefois, selon l'agence russe d'information internationale RIA Novosti, sa mort a été causée par un arrêt cardiaque.

## Agent du KGB
L'utilisation de l'Église orthodoxe de Russie par les services secrets, soviétiques hier et russes aujourd'hui, à des fins d'information, est une pratique reconnue, et les autorités estoniennes en ont été conscientes. En 2005, les archives nationales de la fédération de Russie ont publié les rapports des deuxième et quatrième départements du KGB, dans lequel se trouve un rapport rédigé par « l'agent Drozdov », pseudonyme d'Alexis Ridiger jusqu'à preuve du contraire,,. Le quatrième département du KGB concernait la résistance nationale, la contre-propagande et la surveillance des églises et des intellectuels. L'agent Drozdov y est décrit comme l'un des plus éminents du KGB. Le rapport indique que l'agent Drozdov est né en 1929, que c'est un religieux de l’Église orthodoxe de Russie, diplômé de l'enseignement supérieur, doctorant en théologie, parlant couramment le russe, l’estonien et un peu l'allemand. Il a été engagé le 28 février 1958 afin d'identifier les clercs anti-soviétiques. C'est un agent assidu qui remplit les objectifs fixés et qu'il convient d'inclure dans les délégations du clergé et des organes de sécurité de l’État soviétique dans les pays capitalistes. Il est certain qu'en Estonie, Alexis Ridiger a combattu les paroisses orthodoxes de langue estonienne, les a persécutées et a profondément contribué à les liquider : 75 paroisses sur 158 ont été supprimées entre 1945 et 1991, au profit des paroisses russophones, tandis que le gouvernement soviétique les dépouillait de leur patrimoine paroissial (terres, lieux de culte et bâtiments de service).

## Distinctions
- Ordre de la Croix de Terra Mariana de première classe